# Placididea
Classe
Les Placididea sont une classe de chromistes de l'embranchement des Bigyra.

## Description
Les Placididea sont des organismes unicellulaires, biflagellés, phagotrophes, possédant une région de transition à double hélice, des poils flagellaires à deux filaments terminaux inégaux, des crêtes tubulaires dans les mitochondries. Leurs cellules se fixent au substrat ou glissent avec la partie distale (proche de l'extrémité) du flagelle postérieur.

## Liste des ordres
Selon AlgaeBase (22 septembre 2022) :
- Placidida Moriya, Nakayama & Inouye, 2002

## Systématique
Le nom correct complet (avec auteur) de ce taxon est Placididea Moriya, Nakayama & Inouye, 2002,.

## Publication originale
- (en) Mayumi Moriya, Takeshi Nakayama et Isao Inouye, « A new class of the stramenopiles, Placididea Classis nova: description of Placidia cafeteriopsis gen. et sp. nov. », Protist, Elsevier, vol. 153, no 2,‎ 1er juin 2002, p. 143-156 (ISSN 1434-4610 et 1618-0941, PMID 12125756, DOI 10.1078/1434-4610-00093).